# Zach Norvell Jr.
 (juillet 2019).
Si vous disposez d'ouvrages ou d'articles de référence ou si vous connaissez des sites web de qualité traitant du thème abordé ici, merci de compléter l'article en donnant les références utiles à sa vérifiabilité et en les liant à la section « Notes et références ».
Zachary Norvell Jr, né le 9 décembre 1997, est un basketteur professionnel américain évoluant au poste d'arrière. Il a joué au basketball universitaire pour les Bulldogs de Gonzaga.

## Biographie
Le 11 décembre 2019, après avoir joué seulement 2 rencontres sous le maillot des Lakers de Los Angeles et 12 matchs pour les Lakers de South Bay, il est coupé par la franchise californienne.